# 海雲軒
海雲軒（英語：Anglers' Bay）是香港一個私人住宅屋苑，位於新界荃灣區深井西面青山公路上的山坡——浪翠園通道，浪翠園第1期及第2期的中間，屬深井區規模較小的私人屋苑之一。
海雲軒為門牌地址為青山公路青龍頭段18號A，於2004年9月入伙，發展商為嘉華國際集團及信和集團。屋苑共有2座樓宇，每座有41層（不設14、24及34樓），其中1至3樓為屋苑停車場、5樓為平台花園及會所設施，合共提供248個單位。單位間隔有3種，分別是2房2廳、3房2廳及頂層複式單位，兩三房單位建築面積由661至979方呎，複式則為1448至1916方呎。每座26樓或以上的A/B單位或C/D單位可改相連單位，為1640或1622呎。每戶單位均面向東南面及海景，並設有露台。

## 會所設施
- 40米長大型室外園林式泳池
- 滑水道
- 按摩池
- 全海景落地玻璃窗健身室
- 兒童遊樂場
- 日式桑拿及蒸氣溶室
- 戶外燒烤場
- 腳底按摩室

## 外部連結
- 海雲軒 景觀煞食全望海 （页面存档备份，存于）
- 深井大業主 拆售海雲軒勁賺 （页面存档备份，存于）
- 呎價4870元 海雲軒 高曠大廳淺色調